# Peste del 1630
La peste del 1630 fu un'epidemia di peste bubbonica diffusasi in Italia nel periodo tra il 1629 e il 1633 che colpì diverse zone del Settentrione, il Granducato di Toscana, la Repubblica di Lucca e la Svizzera, con la massima diffusione nell'anno 1630. Il Ducato di Milano, e quindi la sua capitale, fu uno degli Stati più gravemente colpiti. Si stima che in Italia settentrionale tra il 1630 e il 1631 morirono per la peste 1.100.000 persone su una popolazione complessiva di circa 4 milioni.
L'epidemia è nota in Italia come peste manzoniana perché venne ampiamente descritta da Alessandro Manzoni nel romanzo I promessi sposi e nel saggio storico Storia della colonna infame mentre all'Estero è ricordata come "Peste Italiana": en. Italian Plague o Great Plague of Milan; es. Plaga italiana o La gran peste de Milán.

## Precedenti storici e consapevolezza sociale
L'epidemia di peste che flagellò l'Italia nel quinquennio 1629-1633 fu solo una delle epidemie di peste che investirono l'Europa nel corso del XVII secolo: un primo focolaio s'era già riscontrato a Londra al principio del secolo, mietendo oltre 40 000 vittime; dopo toccò alla Sicilia (1624) e alla Francia, ove la peste esplose nel 1628; dopo l'epidemia italiana, colpì Siviglia tra il 1647 e il 1652, poi l'Impero russo, con un'ecatombe di 500 000 morti, e tornò a colpire la Penisola nel 1656; nel 1661 fu l'Impero ottomano ad esserne pesantemente colpito; tra il 1663 e il 1664, un'epidemia si propagò nella repubblica olandese uccidendo 35 000 persone nella sola Amsterdam.
 La grande peste di Londra colpì la capitale inglese tra il 1665 e il 1666, causando la morte di un numero di persone compreso tra 75 000 e 100 000, vale a dire più di un quinto dell'intera popolazione della città; Malta fu investita nel biennio 1675-1676, perdendo il 40% della popolazione urbana; i domini diretti degli Asburgo d'Austria dal 1679 (c.d. "Peste di Vienna") al 1681 (ultimo grande focolaio di peste a Praga).

Dall'altra parte del Mediterraneo, sulla costa nordafricana, la città-stato barbaresca di Algeri, grande mercato di schiavi cristiani, venne a più riprese flagellata dalla peste: 1620–21, 1654–57, 1665, 1691.

## Contesto storico
Nel biennio 1628-1629 la popolazione dell'Italia settentrionale era afflitta da una delle ricorrenti carestie tipiche di un paese sovrappopolato al tempo della cosiddetta "piccola era glaciale". Contestualmente, il comparto tessile del Ducato di Milano era interessato da una crisi nelle esportazioni, con la conseguenza che in Lombardia si sommò alla penuria di cibo anche la mancanza di liquidità delle classi meno abbienti, costringendo le autorità cittadine a ricorrere a calmieri e/o elargizioni di cibarie per la massa di cittadini che avevano lasciato le campagne deserte per rifugiarsi a mendicare in città. Il conseguente declino delle già scarse condizioni igieniche urbane preparò un fertile terreno per il diffondersi di malattie: Roma, per esempio, fu flagellata nel 1629 da un'epidemia di tifo che decimò i poveri ed i deboli mettendo così la città nelle condizioni di superare indenne la successiva sfida della peste.
Nel medesimo periodo, l'Italia si trovò direttamente invischiata negli eventi bellici del grande conflitto che andava flagellando da un decennio l'Europa Continentale e Settentrionale: la Guerra dei trent'anni. La morte di Vincenzo II Gonzaga nel 1627 innescò la Guerra di successione di Mantova e del Monferrato, spostando verso la Pianura Padana un gran numero di truppe francesi e tedesche che saccheggiarono quelle terre, sottraendo cibo alla popolazione e diffondendo il morbo della peste contratto nei territori di provenienza.
Alcuni casi di contagio in Piemonte si ebbero nel 1629 a Brianzone, a San Michele della Chiusa, a Chiomonte e nella stessa città di Torino. Probabilmente questa diffusione in Piemonte dell'epidemia giunse dalle truppe francesi impegnate nei dintorni di Susa. Il successivo passaggio di lanzichenecchi, radunati dal Sacro Romano Impero a Lindau e da lì reindirizzati a Mantova attraverso lo Stato di Milano, diffuse enormemente la peste: ad esempio in Valle d'Aosta il contagio si propagò nel maggio 1630 per il passaggio di quattro reggimenti di lanzi che si accamparono nei dintorni di Aosta.

### Il passaggio dei lanzichenecchi

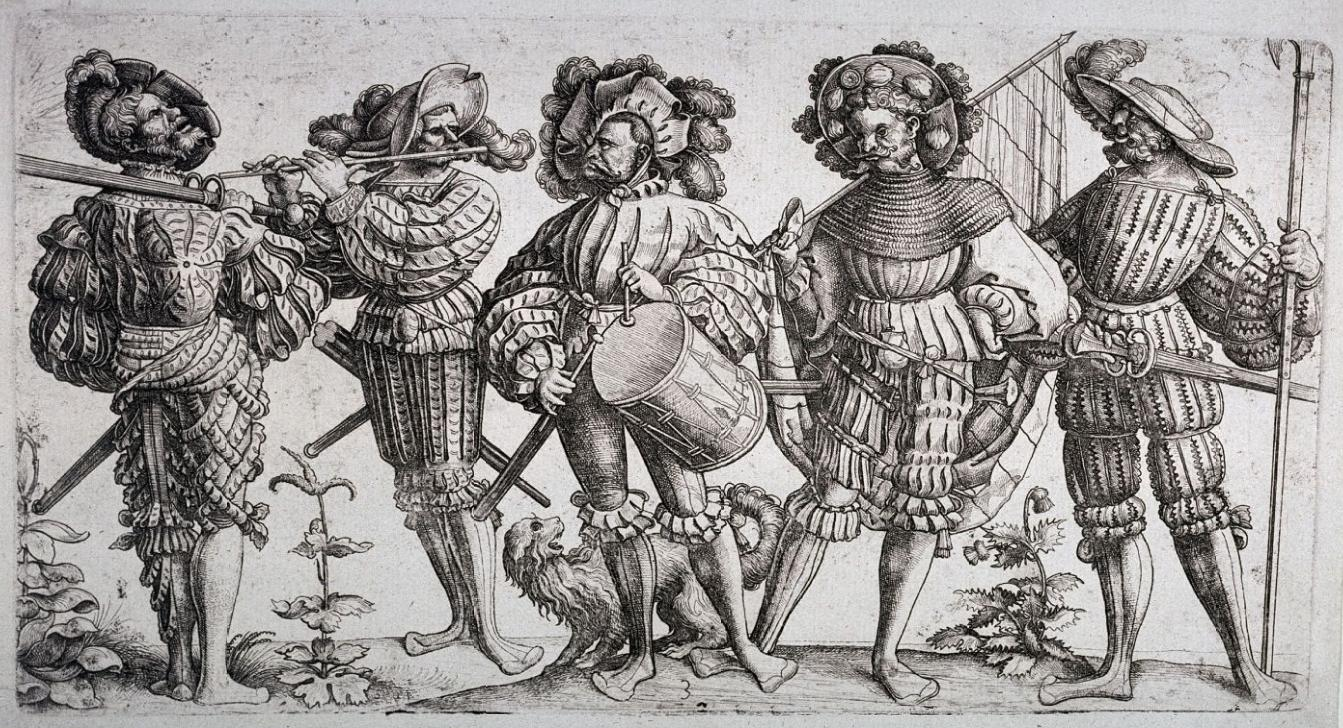
Lanzichenecchi nel XVI secolo.

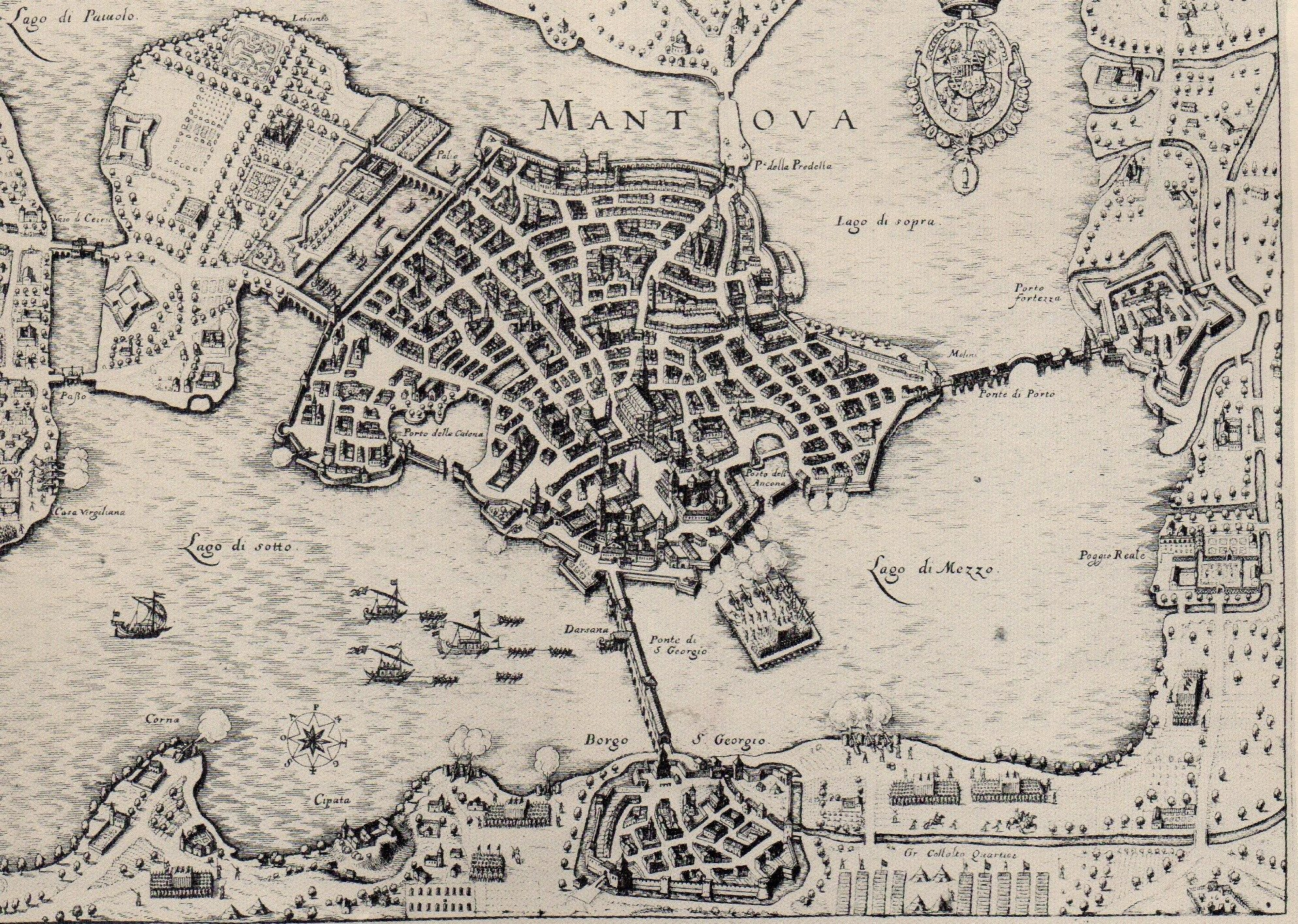
Il "sacco di Mantova" - miniatura coeva di Matthäus Merian.

L'Italia settentrionale era un campo di battaglia strategico per il Regno di Francia e la Casa d'Asburgo dal XVI secolo. Il controllo su quest'area permetteva agli Asburgo di minacciare la Linguadoca ed il Delfinato francesi, come pure di proteggere le rotte verso la Spagna. Quando nel dicembre del 1627 morì senza eredi diretti Vincenzo II Gonzaga, duca di Mantova, feudo imperiale soggetto all'autorità di Ferdinando II d'Asburgo, e del Monferrato, regione strategicamente importante per i collegamenti tra la Repubblica di Genova, alleata degli Asburgo di Spagna, ed il ducato di Milano, controllato da Filippo IV di Spagna, la questione della sua successione coinvolse giocoforza i potentati stranieri già contrapposti nella Guerra dei trent'anni da poco avviata.
 
Vincenzo II Gonzaga aveva nominato suo erede Carlo di Rethel, figlio di Ludovico Gonzaga-Nevers, ramo cadetto francese, ma per evitare che una dinastia filo francese si insediasse nel Monferrato, la Spagna si accordò per una spartizione del territorio con il duca Carlo Emanuele I di Savoia. Ebbe così inizio nella primavera del 1628 la guerra di successione di Mantova e del Monferrato. Nel maggio 1628 le forze spagnole guidate dal governatore di Milano Gonzalo Fernández de Córdoba posero sotto assedio Casale, difesa dai francesi. 
Nel maggio del 1629 Luigi XIII, terminata in patria la riconquista di La Rochelle, senza dichiarare formalmente guerra alla Spagna scese in Italia, sconfisse Carlo Emanuele presso il colle del Monginevro, (Susa e Chiomonte), liberò Casale dall'assedio, occupò la fortezza di Pinerolo e con il trattato di Susa impose ai Savoia di astenersi dalle ostilità contro il ducato di Mantova. L'intervento diretto dei francesi sul fronte monferrino provocò la reazione di Ferdinando II che inviò parte delle truppe di Albrecht von Wallenstein in Italia in supporto dell'armata spagnola comandata da Ambrogio Spinola, che aveva sostituito Gonzalo Fernández de Córdoba.
 Approfittando del rientro in patria di Luigi XIII, in settembre l'esercito imperiale al comando di Rambaldo XIII di Collalto scese nella penisola attraverso la Valtellina (territorio già interessato da scontri tra francesi e spagnoli sin dal 1620 - v.si Guerra di Valtellina) muovendo in direzione di Mantova. L'avanzata dei lanzichenecchi, apparentemente inarrestabile nonostante la resistenza dell'armata gonzaghesca, fu notevolmente rallentata proprio dalla peste che covava tra le file dei tedeschi e che ne decimò il numero.
 Mantova cadde il 18 luglio 1630: la maggior parte dei cittadini fu torturata e uccisa e dappertutto venne appiccato il fuoco; poi arrivò la peste. In ultimo, i soldati tedeschi furono richiamati in patria dall'imperatore che aveva sposato in seconde nozze Eleonora Gonzaga.

## Scoppio della peste e diffusione nell'Italia settentrionale

### Origine

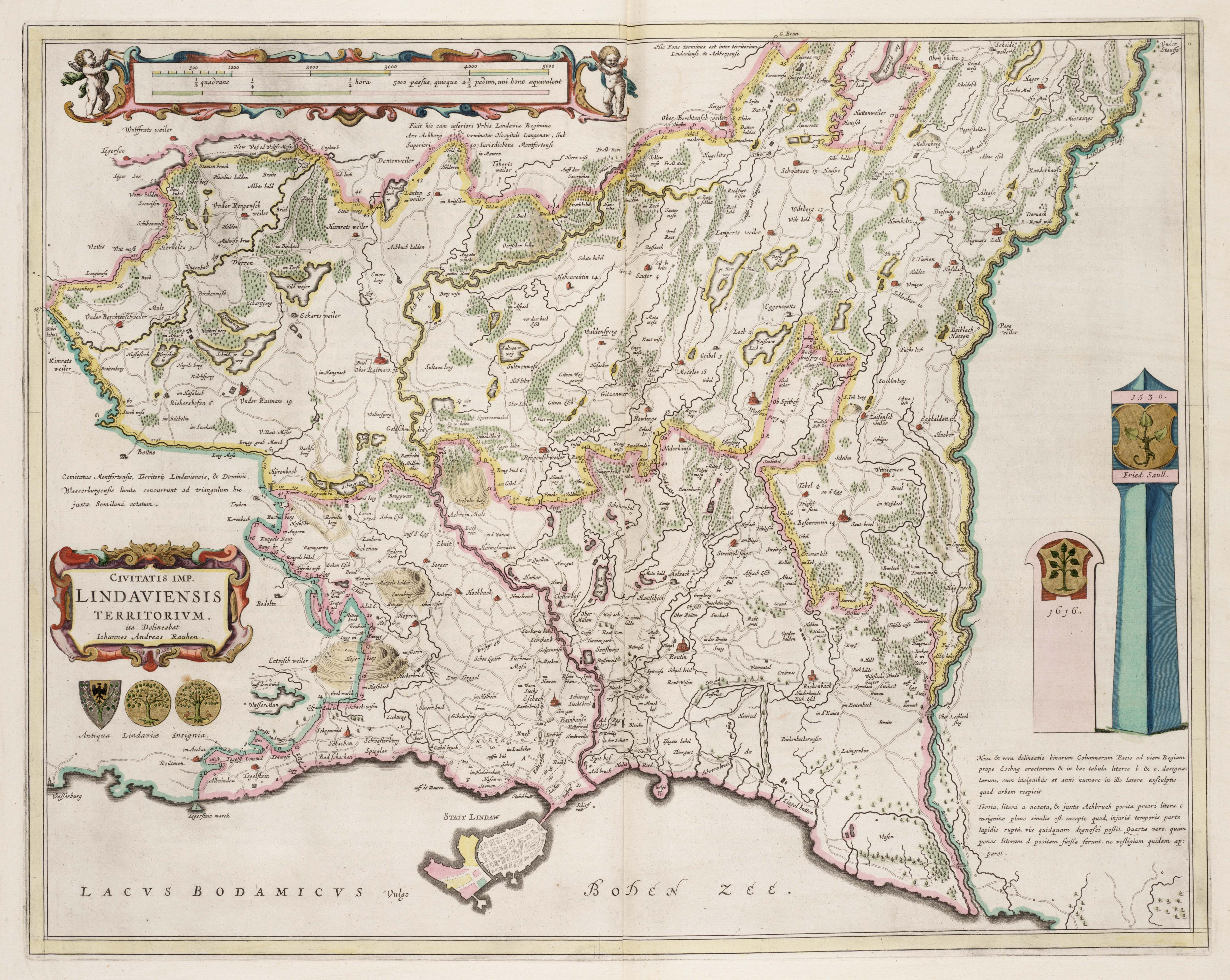
Il territorio della libera città imperiale di Lindau, prob. epicentro dell'epidemia nel 1630 - ill. di Iohannes Andreas Rauhen (1663).

Il medico milanese Alessandro Tadino (1580-1661), testimone oculare dell'epidemia, identificò nella città di Lindau, grande mercato presso il quale si radunavano tutte le merci alemanne da destinarsi allo Stato di Milano oltreché luogo di raccolte delle truppe del Collalto, il centro di propagazione dell'epidemia pestifera che avrebbe flagellato l'arco alpino. Entro il mese di settembre 1629 il morbo si sarebbe diffuso in altre città della Germania meridionale, nella Confederazione elvetica e nei Grigioni.
Altre notizie di peste giungevano già in aprile dai dintorni di Susa, ove il morbo accompagnava le truppe del Regno di Francia impegnate contro la Savoia.

### Diffusione

#### Svizzera
Nel loro transito verso lo Stato di Milano, i lanzichenecchi vennero fermati nei Grigioni per ordine del Governatore di Milano Gonzalo de Córdoba, contribuendo a diffondervi il morbo che raggiunse Coira. I territori elvetici erano già in piena epidemia nell'estate: ad esempio le cronache relative al piccolo villaggio di Bondo in Val Bregaglia riportano che in giugno la peste colpì quel piccolo villaggio alpino causando significative morti. L'importante centro di Lucerna riuscì ad evitare il diffondersi dell'epidemia, ma le sue campagne ne furono flagellate.
L'esercito alemanno si portò poi verso la Valtellina, ottenendo il permesso di entrare nello Stato di Milano per la via del forte di Fuentes il 20 settembre 1629.

#### Stato di Milano

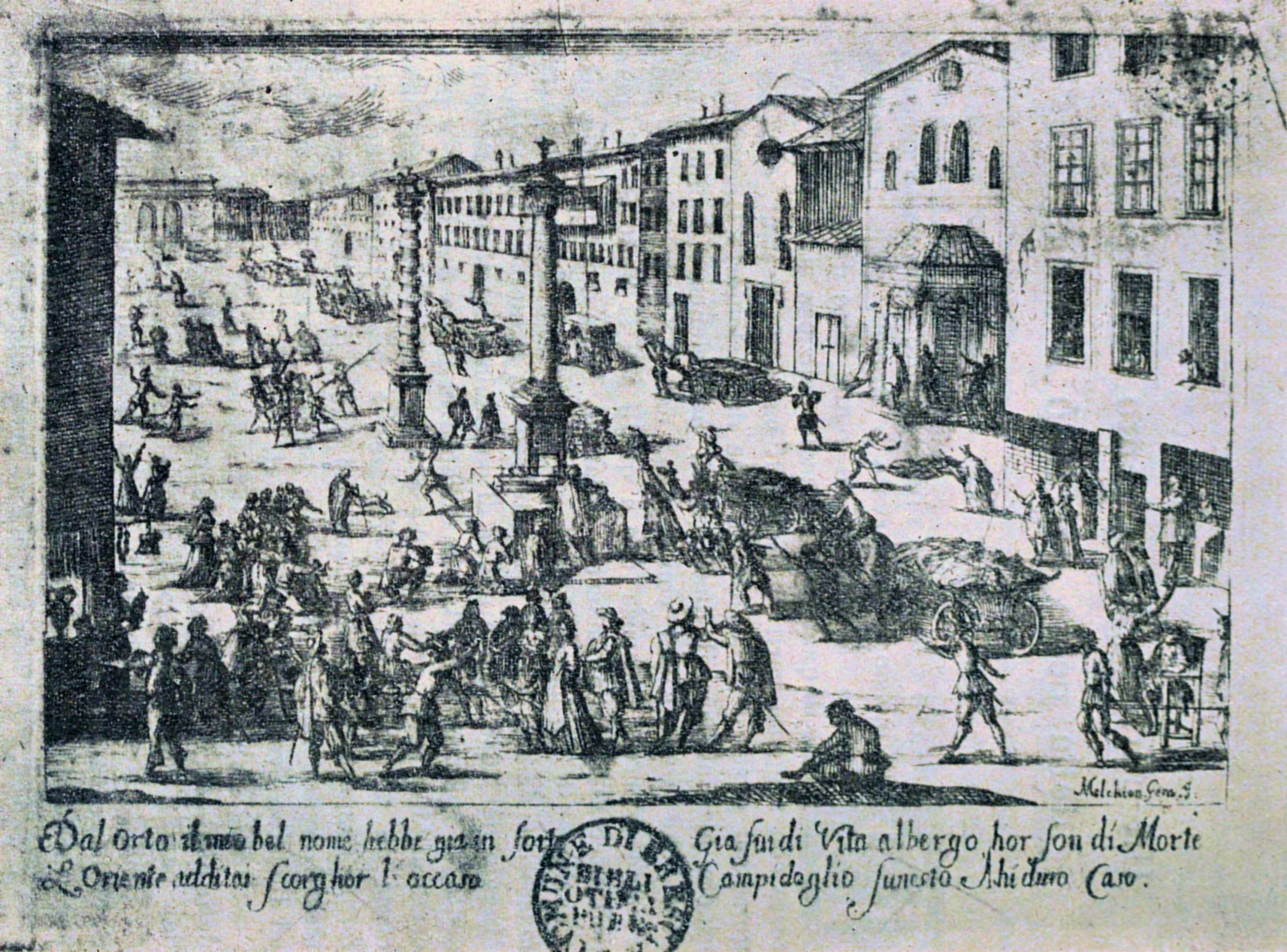
Melchiorre Gherardini, Piazza San Babila a Milano durante la peste del 1630 (Pinacoteca Tosio Martinengo di Brescia)

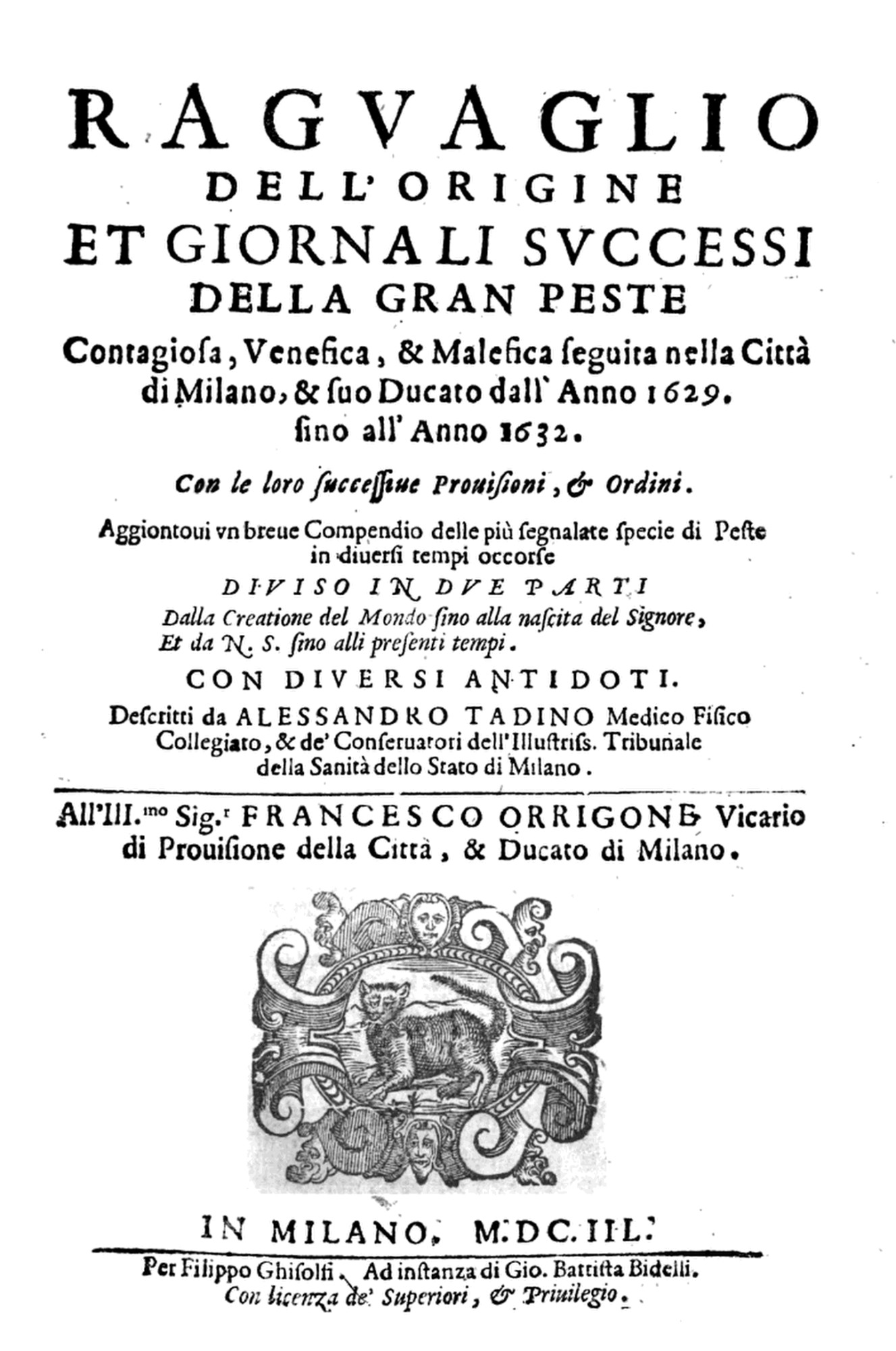
L'opera di Tadino sulla pestilenza a Milano.

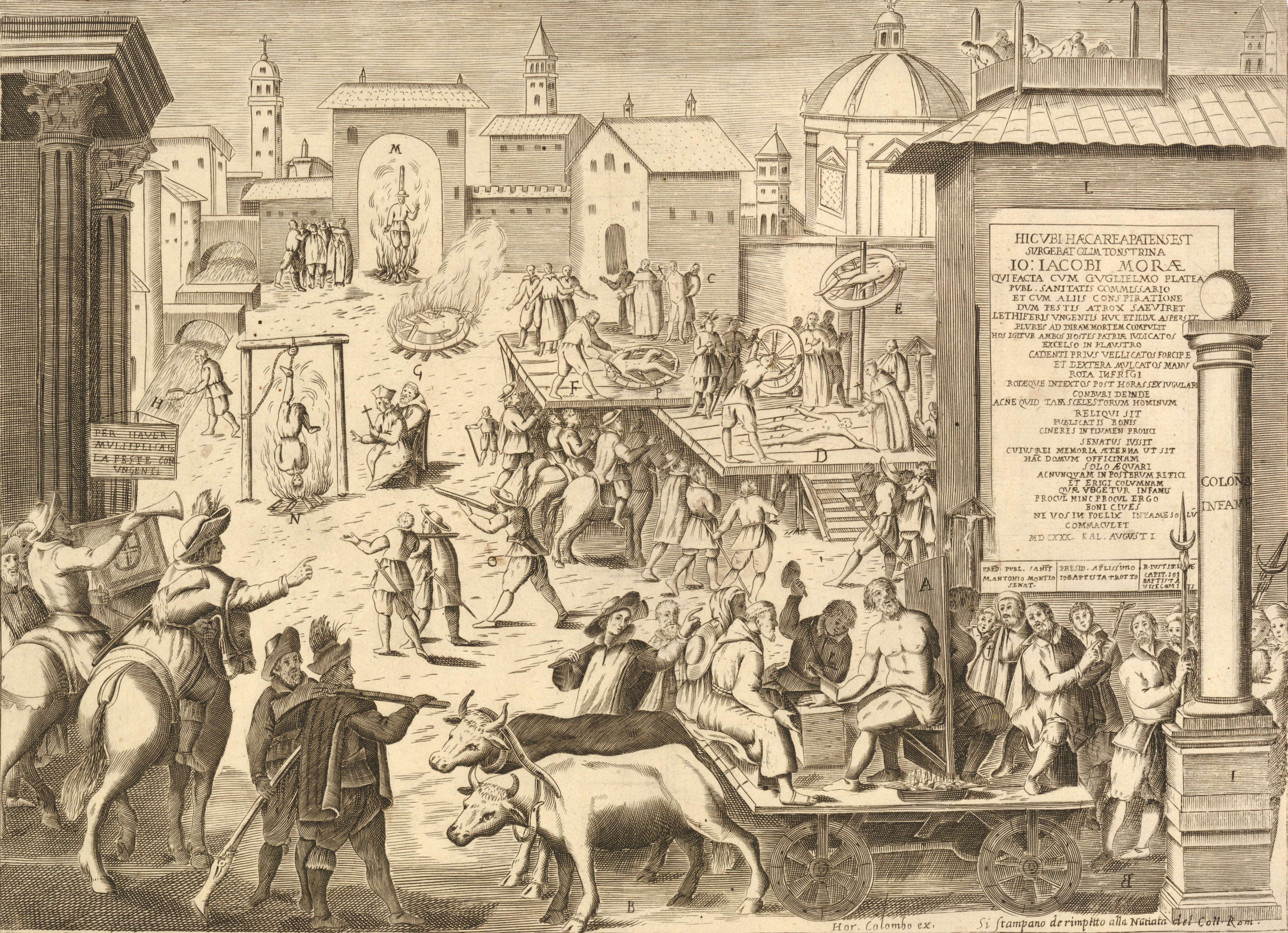
La sentenza data ai rei Piazza e Mora a Milano nell'anno 1630.

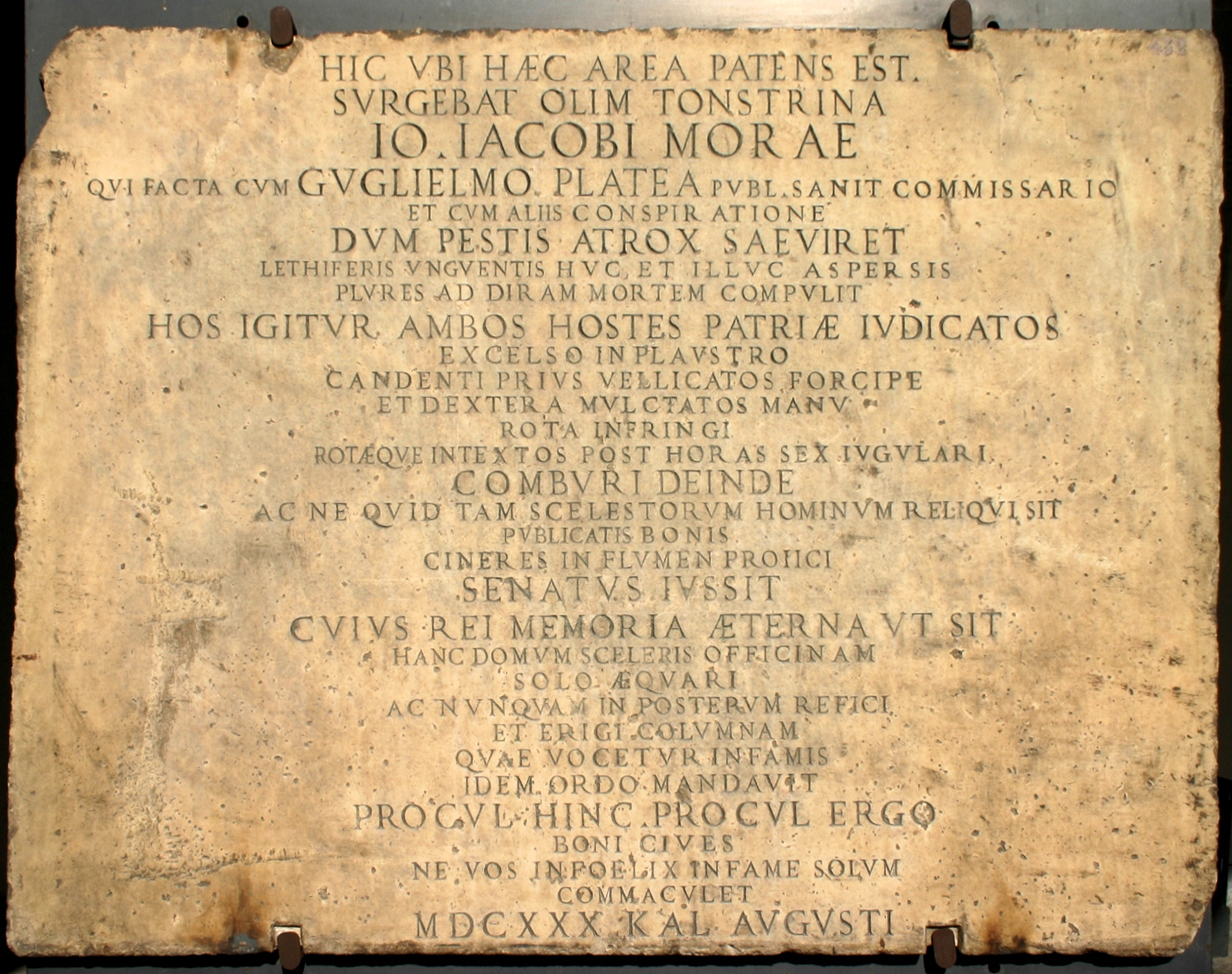
La lapide posta in origine presso la colonna infame (Milano, Castello Sforzesco)

Le testimonianze principali che hanno tramandato i fatti del 1630 del Ducato di Milano sono le cronache del sopracitato Tadino e del canonico Giuseppe Ripamonti (1573-1643), entrambi testimoni diretti della grande pestilenza del 1630 che descrissero in due opere fondamentali per la comprensione di quanto accadde: Tadino diede alle stampe nel 1648 il Raguaglio dell'origine et giornali successi della gran peste contagiosa, venefica, & malefica seguita nella Città di Milano; Ripamonti stampò nel 1640 la cronaca in latino Iosephi Ripamontii canonici Scalensis chronistae vrbis Mediolani De peste quae fuit anno 1630.
Nelle due cronache si trova un riferimento al primo caso di morte per peste nella città di Milano, ma con dettagli diversi: secondo Tadino fu Pietro Antonio Lovato proveniente dal territorio di Lecco ed entrato in città il 22 ottobre; secondo Ripamonti fu invece Pietro Paolo Locato proveniente da Chiavenna, città già infetta, ed entrato a Milano il 22 novembre: ospitato da una zia a Porta Orientale, si ammalò per morire in capo a due giorni all'Ospedale Maggiore, avendo già infettato gli altri abitanti della casa che morirono anch'essi. La situazione si mantenne comunque stabile sino all'estate successiva, quando la pestilenza esplose con incredibile virulenza, riempiendo il lazzaretto di malati.
L'epidemia provocò in Milano una recrudescenza delle teorie, già esplose durante la peste del 1576, secondo cui la peste fosse provocata intenzionalmente da degli untori: la cosiddetta "pestis manufacta".
Già il 9 febbraio 1629 si diffuse a Milano la notizia dell'arresto di alcuni frati francesi e anche di un tale che «aveva portato qua in ampolla della peste». Si appurò che il tale era Girolamo Buonincontro, frate apostata proveniente da Ginevra, e che portava con sé solo alcuni innocui medicamenti contro il mal di stomaco.
Nel corso dell'anno 1630 si verificarono realmente ungimenti di vario genere. Il primo di cui si ha notizia fu scoperto nella notte del 17 maggio 1630 nel Duomo di Milano dai canonici monsignor Visconti, monsignor Alessandro Mazenta e monsignor Girolamo Settala (fratello di Ludovico Settala); pur dubitando che fosse fatto per diffondere la peste, avvertirono Marco Antonio Monti, presidente del tribunale di Sanità, per far verificare i banchi ed effettivamente "si trovarono segni con qualche ontome". La mattina del giorno successivo, 18 maggio, si scoprirono diversi luoghi "contaminati di grasso, parte che tirava al bianco e parte al giallo" e vennero compiuti sopralluoghi dalle autorità e da fisici collegiati per verificare se fossero "pestilenziali". Sempre il 18 maggio le panche furono portate fuori dal duomo e iniziarono a spargersi voci sugli untori. Gli addetti alla Sanità pensavano a malevoli scherzi, ma una grida del 19 maggio per la denuncia dei colpevoli degli ungimenti conteneva un passaggio ambiguo che ammetteva una effettiva e possibile pericolosità di questi unti. Nei giorni successivi gli ungimenti vennero ripetuti e proseguirono fino a settembre.
La vastità e frequenza degli ungimenti portarono la popolazione a ipotizzare complotti di vario genere per giustificare l'operato degli untori.
Fin da maggio molti furono imprigionati e processati con l'accusa di essere untori. Con nuove gride del 13 giugno e del 7 agosto si aumentarono sia il premio per le denunce sia le pene per i colpevoli degli ungimenti, considerati ormai una realtà. Nell'estate del 1630 fu istruito un processo contro due presunti untori, ritenuti responsabili del contagio pestilenziale tramite misteriose sostanze, in seguito a un'accusa da parte di una "donnicciola" del popolo, Caterina Rosa. L'istruttoria decretò sia la condanna capitale di due innocenti, Guglielmo Piazza (commissario di sanità) e Gian Giacomo Mora (barbiere), giustiziati con il supplizio della ruota, sia la distruzione della casa-bottega di quest'ultimo. Come monito venne eretta sulle macerie dell'abitazione del Mora la celeberrima "colonna infame" che diede il nome alla vicenda poi narrata dal Manzoni nella "Storia della colonna infame". Sia il Mora sia il Piazza prima dell'esecuzione della sentenza, per liberarsi la coscienza e salvarsi l'anima, dichiararono di essere innocenti e di aver falsamente incolpato tutte le altre persone che vennero da loro trascinate nelle indagini, tra le quali figurava anche il nobiluomo spagnolo Giovanni de Padilla, figlio del castellano di Milano (arrestato e processato, ma assolto da ogni accusa nel 1633).

#### Torino e il Piemonte

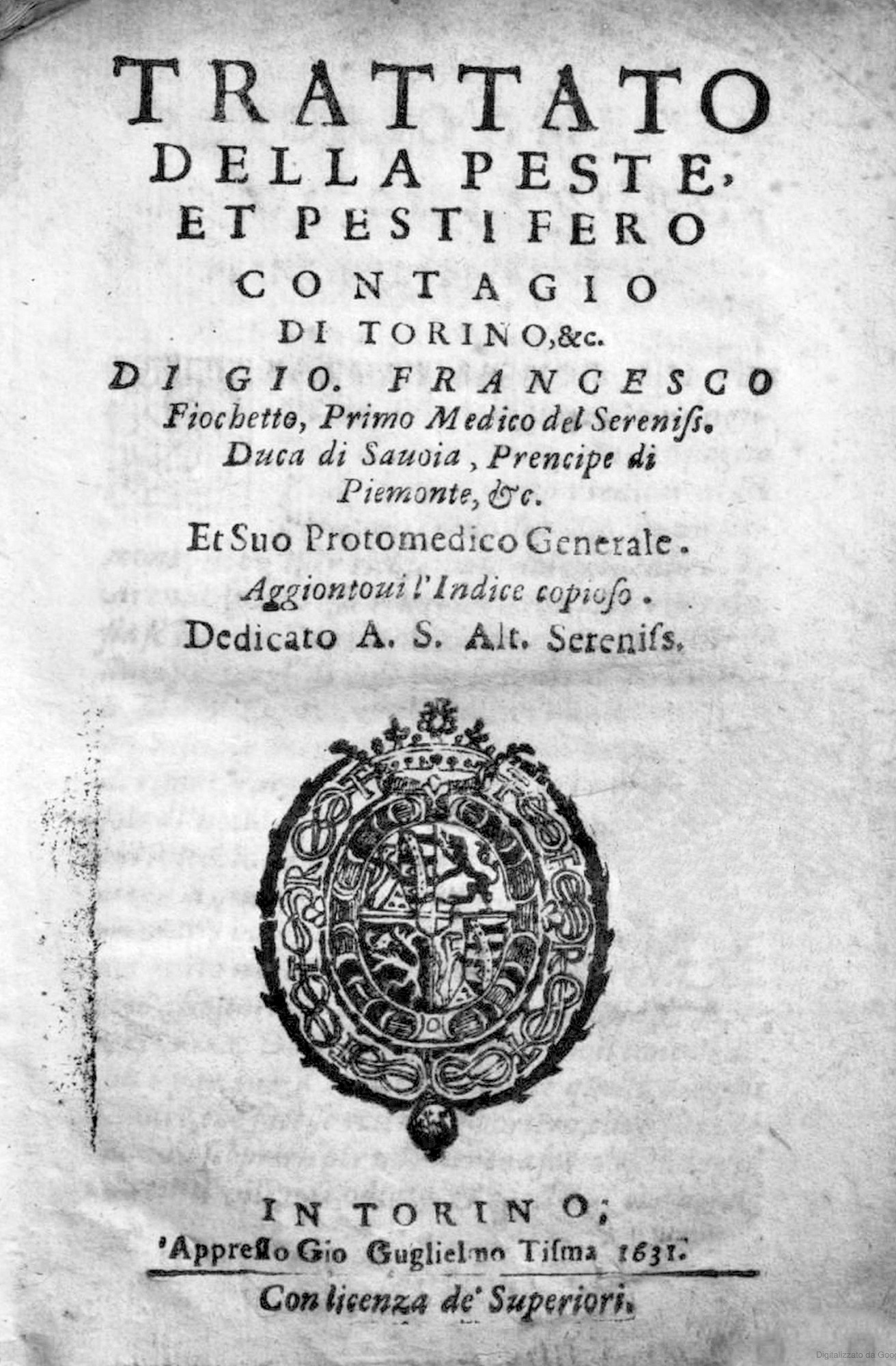
Trattato di Fiochetto sulla peste a Torino.

Dalle cronache e dai documenti si desume che tra il 1600 e il 1630, Torino e il suo territorio subirono molti episodi bellici di carattere politico o religioso; le guerre tra cattolici e valdesi contribuirono fortemente a destabilizzare l'equilibrio sociale, provocando inevitabili ripercussioni sull'economia locale.
A ciò si deve aggiungere una serie di avverse stagioni caratterizzate da condizioni meteorologiche sfavorevoli che provocarono quasi ovunque pesanti carestie e un calo enorme dei prodotti alimentari di prima necessità. A tal proposito si può ricordare un editto emanato dallo stesso duca Carlo Emanuele I di Savoia, al fine di calmierare i prezzi e limitare la speculazione sui prodotti della terra, nonché un ulteriore editto per la risistemazione e il risanamento. Guerre e fame costrinsero dunque migliaia di persone ad abbandonare le loro case, talvolta le campagne e vedersi costrette alla precaria condizione della mendicanza, muovendo verso i maggiori centri abitati tra cui appunto Torino che, nel 1630, contava circa 25 000 abitanti.
Il 2 gennaio 1630 venne segnalato il primo caso di peste a Torino: si trattava di un calzolaio. Non è un caso che sovente le prime vittime fossero coloro che lavoravano a diretto contatto con calzature o con oggetti quotidiani in contiguità con il suolo che, troppo spesso, mancava delle più elementari condizioni igieniche. Torino, come le maggiori città piemontesi, vide aumentare la diaspora dalle campagne e dai territori limitrofi, fino a vietare l'ingresso agli stranieri e chiudere le porte della città. L'epidemia si diffuse rapidamente, coinvolgendo anche altri centri della provincia come Pinerolo ed estendendosi poi ai territori del cuneese quali: Alba, Saluzzo e Savigliano. A Torino la situazione raggiunse il culmine della gravità con il sopraggiungere del caldo estivo che favorì la trasmissione del morbo.
Di fondamentale rilevanza furono la figura dell'archiatra e protomedico di Casa Savoia Giovanni Francesco Fiochetto e dell'allora neosindaco Giovanni Francesco Bellezia. Il primo è il più famoso tra i vari medici che rimasero in città durante la pestilenza ed è per questo conosciuto come "il medico della peste" per essere intervenuto, tra il 1630 ed il 1631, instaurando una rigorosa disciplina igienico-sanitaria tra la popolazione torinese che avrebbe fatto scuola negli anni a venire. Il secondo rimase in maniera pressoché continuativa in città, che fu invece abbandonata dalle maggiori figure istituzionali, tra cui gli stessi Savoia che si rifugiarono a Cherasco. Eletto Decurione nel 1628 e poi primo sindaco della città proprio nel funesto anno 1630, Bellezia affrontò coraggiosamente il suo mandato diventando il fulcro dell'organizzazione sanitaria attivatasi per affrontare l'emergenza. Inoltre dovette anche contenere l'isteria del popolo nei confronti di episodi di sciacallaggio.
L'epidemia, seppur gestita con coscienzioso scrupolo, fu debellata solo verso il novembre del 1630, con il favore del freddo. Su una popolazione di circa 25 000 abitanti, Torino contò la perdita di ben 8 000 persone. Nell'anno seguente e in quello successivo fu registrato un numero enorme di matrimoni.
 Il 7 aprile dello stesso anno la Pace di Cherasco decretò la fine della guerra per la successione del Ducato di Mantova e si andò quindi ristabilendo un relativo equilibrio; dal mese di settembre i registri di Torino tornarono a riempirsi di nuove nascite. 
Come a Milano, anche a Torino non mancarono i casi di "ungimenti" perseguiti e processati dalle autorità cittadine.

#### Repubblica di Venezia

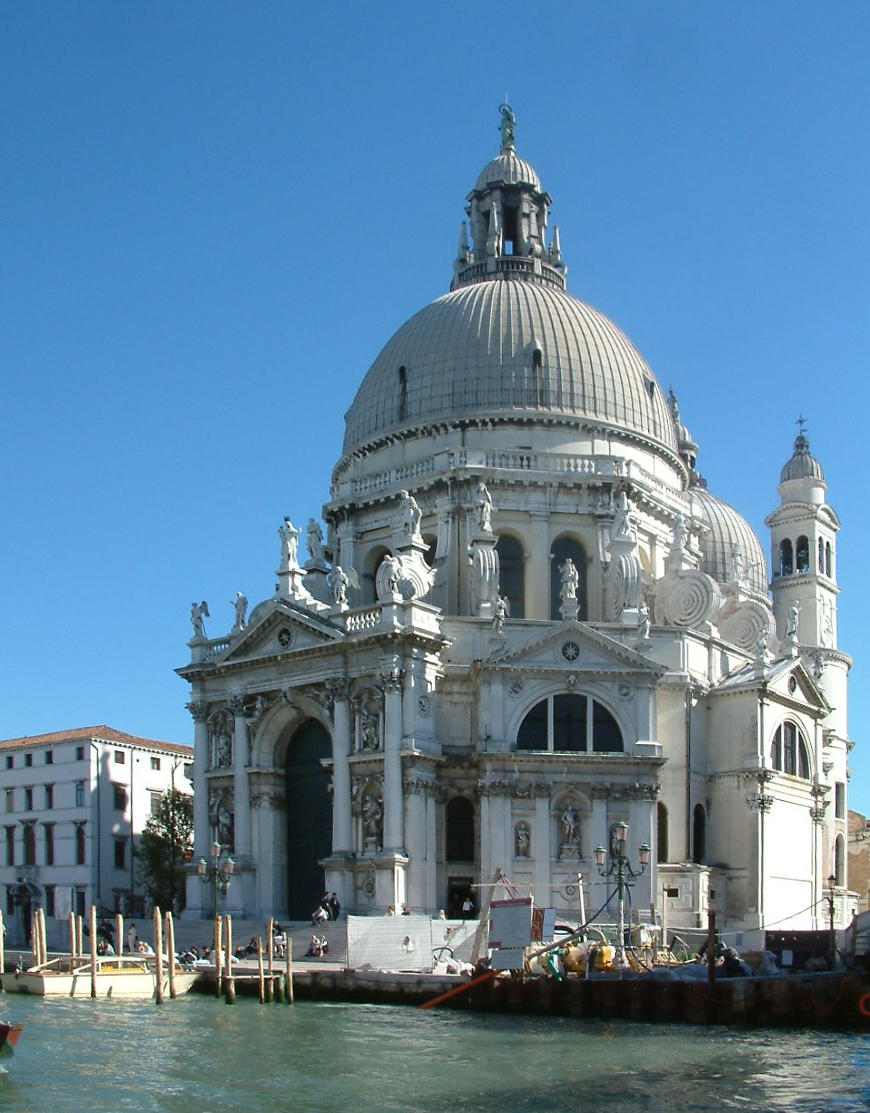
Baldassarre Longhena, Basilica di Santa Maria della Salute, Venezia (1631-1687)

La pestilenza apparve nella Laguna di Venezia nel 1630 come strascico diretto della Guerra di successione di Mantova e del Monferrato che coinvolgeva direttamente Venezia.
Si tramanda che a portare il morbo in Laguna sia stato l'ambasciatore di Carlo I di Gonzaga-Nevers cioè il contendente alla successione mantovana appoggiato dai veneziani. Il diplomatico, già infettato dal morbo, si recò a Venezia per svolgere la propria missione: benché messo in quarantena, le misure precauzionali evidentemente non vennero gestite con efficacia. Il diplomatico mantovano avrebbe contagiato alcuni veneziani con i quali era venuto in contatto, i quali a loro volta, avendo libero accesso alla città, diffusero il morbo tra la popolazione. La peste prese così rapidamente a infuriare.
Quella del 1630 fu un'epidemia particolarmente virulenta: tra luglio e ottobre, la città e il dogado registrarono all'incirca 150 000 morti, pari al 40% della popolazione: in luglio e agosto del 1630 i registri del Magistrato Supremo di Sanità riportano che nella città di Venezia i decessi furono 48, per toccare il picco nel novembre dello stesso anno, con 14 465 morti. Testimonianza della peste nell'entroterra è il drammatico quadro di Giambattista Tiepolo conservato nella chiesa padovana di Santa Tecla a Este, dove la santa è raffigurata fuori delle mura della città, mentre prega Dio tra cadaveri abbandonati e scene di disperazione. La peste fu infine dichiarata debellata il 21 novembre 1631. Come voto per la fine della terribile pestilenza il governo di Venezia decretò che si erigesse la basilica di Santa Maria della Salute, terminata nel 1687. Parimenti, a Vicenza, alla fine della peste fu deciso l'ampliamento della Basilica di Monte Berico. La grande pestilenza che colpì Venezia venne minuziosamente descritta da un futuro medico, testimone oculare della peste, Cecilio Folio, che intorno al 1680 descrisse i fatti del 1630-1631 in una sua opera citata da Giovanni Bianchi nel 1833.

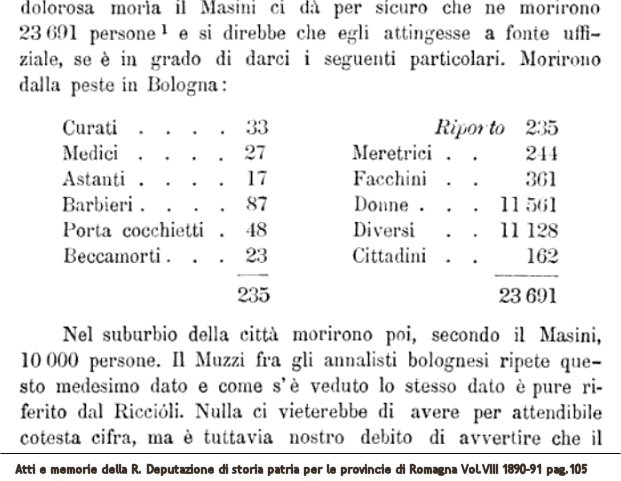
morti di peste a Bologna nel 1630

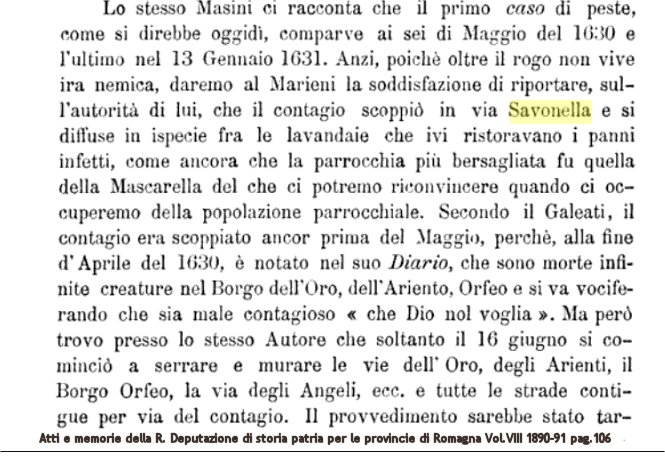
Diffusione della peste a Bologna nel 1630

#### Emilia-Romagna
Anche i grandi centri della Romagna pagarono alla peste un pesante tributo: Bologna ed il suo contado persero a causa del morbo circa 40.000 persone nel corso del 1630 (15.000 accertate nella sola città che riuscì a contenere discretamente il diffondersi del contagio); statisticamente, andò molto peggio a Modena che perse più del 50% della popolazione e dovette dotarsi in tutta fretta di necropoli extra-murarie per smaltire i cadaveri; la medesima nefasta statistica interessò Reggio Emilia che perse 4.000 abitanti.

#### Toscana

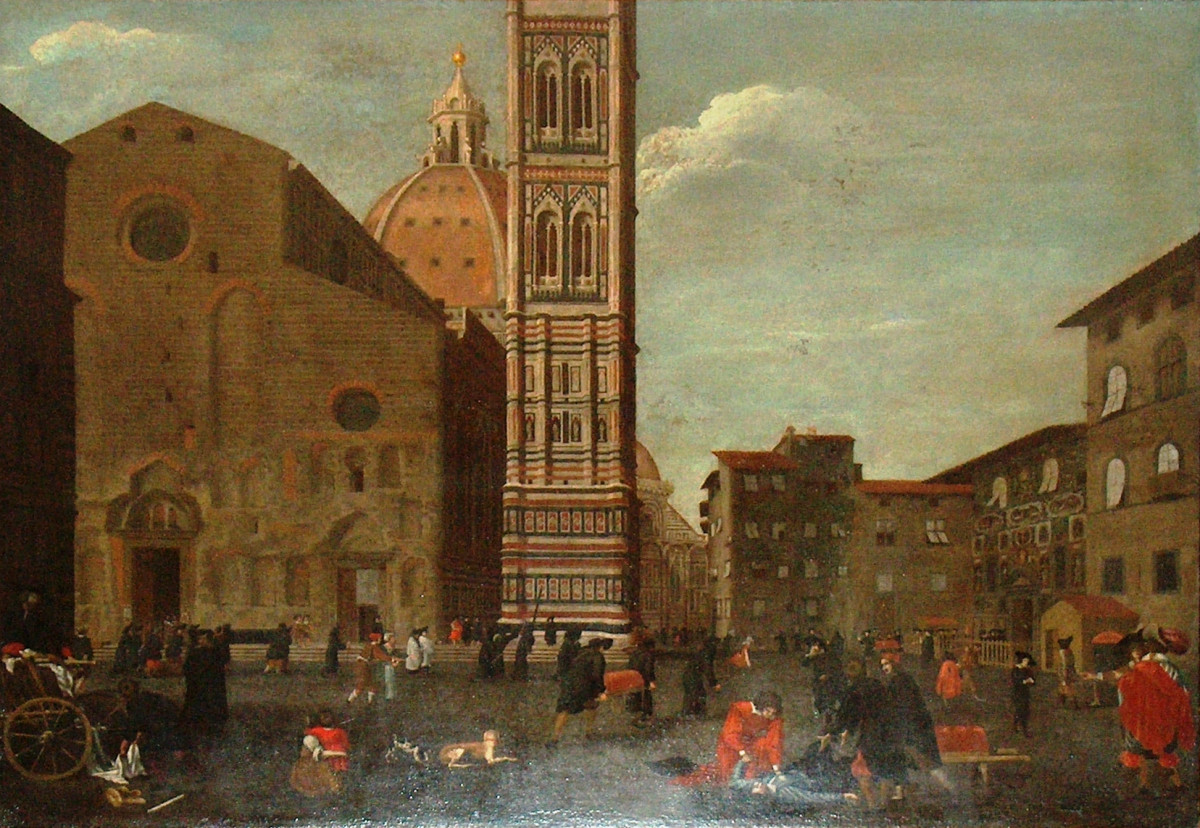
La peste a Firenze nel 1630.

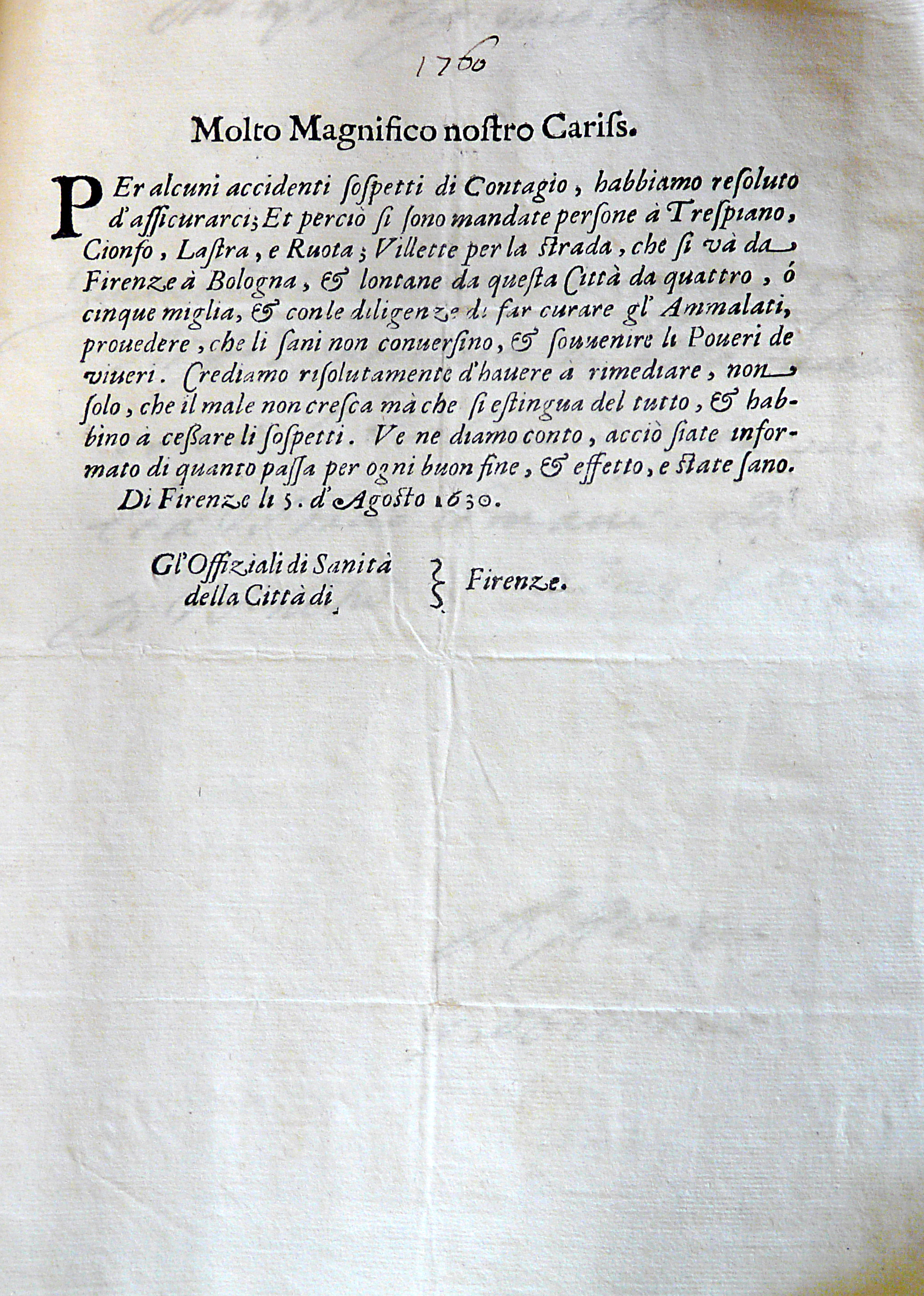
Da Firenze si ammette che la peste è entrata in Toscana ma si spera ancora di tenerla sotto controllo e di estinguere il contagio - Archivio Storico di Vicopisano

Le prime avvisaglie che la peste stava divenendo un pericolo sempre più tangibile anche per la Toscana si ebbero già nell'autunno del 1629, quando guardie armate furono messe ai confini del Granducato. Si trattava ancora di un allarme generico, volto a non far circolare nella Regione le genti che provenivano dal nord Italia. Contemporaneamente venivano pubblicati bandi in cui venivano man mano elencate le zone e le città "bandite" ovverosia dalle quali non si poteva accedere alla Toscana.
Provvedimenti più concreti furono poi intrapresi nel primo quarto del 1630: su ordine della Magistratura fiorentina della Sanità si resero obbligatorie le “bollette di sanità”, lasciapassare personali che venivano rilasciati a certificare che si proveniva da luoghi non sospetti di peste e che dovevano essere mostrati alle guardie di sanità dislocate sul territorio toscano o alle porte delle città.
In previsione di una emergenza sanitaria, nel giugno del 1630 i Magistrati di Sanità di Firenze decisero di far giungere a Firenze grandi quantità di grano, da conferire presso i granai della magistratura dell’Abbondanza, per il sostentamento della popolazione toscana in caso di peste. Non era certo un’azione diretta contro la peste, ma comunque era un segnale di allarme: la città si stava preparando nell'eventualità fosse stata raggiunta dal contagio, soprattutto in conseguenza di anni scarsità di raccolti come quelli del biennio 1627-1629. Di tale compito di trasporto furono incaricati i navicellai, conduttori di imbarcazioni fluviali, che attraverso l'Arno e la rete dei suoi affluenti collegavano Firenze e Pisa a Livorno, porto principale della regione.
Tra il finire di maggio e gli inizi di giugno la peste scoppiò furibonda a Bologna. Le misure in Toscana si fecero via via più stringenti: anche la guardia personale del Granduca venne inviata a presidiare in confini settentrionali. Ma la peste stava oramai per varcare i confini della regione: le prime vittime, nel luglio del 1630,  furono i componenti di una famiglia di Trespiano, che si diceva avesse ospitato un pollaiolo proveniente dal bolognese. La casa fu sigillata, le suppellettili date alla fiamme, ma la peste ormai aveva intrapreso una traiettoria che guardava fatalmente al cuore delle città circostanti. Ed inevitabilmente, ai primi di agosto la peste arrivò a Firenze ed a Tavola, nel territorio pratese.
Le alte temperature estive però non erano ideali per lo sviluppo delle pulci, serbatoio della malattia, per cui il contagio rallentò, dando l'impressione di poter essere tenuto sotto controllo, ma con il raffrescamento portato dall'autunno l'epidemia riprese forza e proseguì la sua espansione. Il 9 settembre la Sanità di Pisa bandisce la città e territorio di Firenze (ma a fine settembre anche la città della Torre viene raggiunta dal morbo) vietando il transito di uomini, merci ed animali anche con bolletta di sanità; nonostante questo nella città le punte di mortalità più acuta si registrarono tra ottobre e novembre 1630 (1631 al pisano), con una media di venticinque morti al giorno,; ad ottobre la peste è segnalata ad Empoli; il 23 dicembre dello stesso anno si bandisce la Quarantena generale della città di Firenze a partire dal 10 gennaio (con licenza, a chi poteva, di "andare ad abitare in villa" fuori dalla città) . Nei mesi in cui imperversò in città la malattia causò migliaia di morti, tanto che il censimento del 1632 contò 10.000 persone meno (66.000) rispetto a quello del 1622, ovviamente non tutte riferibili all'epidemia. In quella occasione furono adottate barelle nuove, coperte «a guisa di una gondola» di tela cerata. Della stessa tela erano fatti i sanrocchini (da san Rocco, curatore degli appestati), piccoli mantelli che coprivano le spalle, e anche i mantelli più lunghi detti ferraioli, indossati dai portatori, dai fratelli e dai sacerdoti che andavano a seppellire i morti.
Di fronte al diffondersi del male, le autorità delle varie città colpite emisero allora tutta una serie di provvedimenti, simili dappertutto: le già viste "guardie di sanità" nei punti di snodo viario e sui passi montani; proibizione di fiere e mercati; attenta vigilanza alle porte della città; nomina di commissari con incarichi vari di igiene pubblica; istituzione di lazzaretti ove isolare i colpiti; sepoltura dei morti in fosse comuni, coperte poi di calce; bruciatura delle robe infette (sia vestiti, che panni qualsiasi ed anche mobilia); nomina di appositi medici, chirurghi e becchini cui affidare la cura dei malati; bando di quarantene per cercare di debellare l’epidemia. Fu disposta anche l’uccisione dei cani randagi e fu previsto di tenere profumate le stanze o la fumigazione delle stesse con zolfo, soprattutto nei casi in cui vi avesse soggiornato un infetto. Le persone con palesi sintomi del morbo venivano trasportate ai lazzaretti, che sorsero numerosi nei pressi dei centri abitati; i familiari dei contagiati venivano chiusi nelle case e nutriti attraverso le finestre.

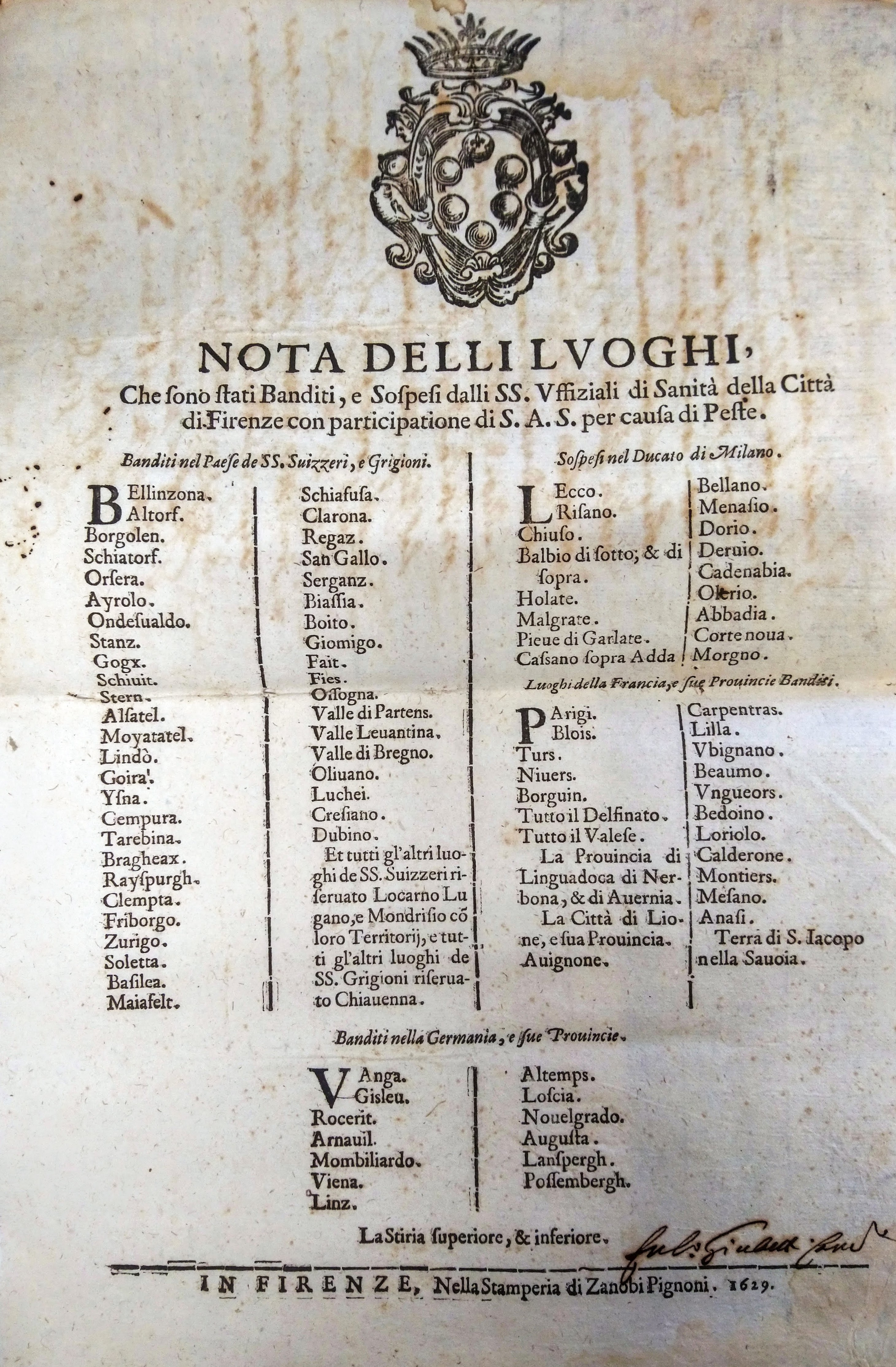
Bando dei luoghi sospesi per peste, estate 1629 - Archivio storico di Vicopisano (PI)

Nel corso della primavera del 1631 il contagio, con le temperature in aumento dopo il calo invernale, riprese indisturbato, raggiungendo la maggior parte dei centri posti lungo l'Arno e questo nonostante tutti i bandi, le premure ed i divieti di circolazione terrestre di uomini, merci ed animali: è però certo che i traffici fluviali sull'asse Livorno-Pisa-Firenze non furono interrotti del tutto in quel periodo, vista la vitale necessità di rifornire di cibo la capitale toscana, e non è da sottovalutare quindi la possibilità che anche i navicellai abbiano, in una certa misura, contribuito alla diffusione del morbo nelle varie località poste lungo il fiume. Anche il fatto che, progressivamente allontanandosi dall'Arno, la peste abbia pian piano perso la sua virulenza (Arezzo, Grosseto e Siena non furono colpite dall'epidemia) può indicare nel fiume, allora vettore principale dei traffici per via d'acqua, una sorta di grossolano confine meridionale nella geografia del contagio, certo da non intendersi come insuperabile (la peste si registrò anche in località nettamente più a sud dell'Arno, come Campiglia Marittima, ) ma indicativo di un certo andamento e limite del contagio.
Nel settembre-ottobre del 1631 la fase acuta dell'emergenza in Toscana (riferibile al periodo giugno-agosto) era terminata e lentamente si ricominciò a riattivare la rete dei commerci per tornare ad una normalità sempre più auspicata. Nonostante la peste si sia ripresentata in diverse località anche nella primavera del 1632, con episodi localizzati ma contraddistinti anche da un alto numero di casi e decessi , essa non raggiunse mai più i livelli di virulenza e diffusione del 1630-1631.
Difficile se non impossibile stimare il numero dei morti in Toscana, data l'assenza di rilevazioni sistematiche: si può ipotizzare che la mortalità variò da località a località, in base a fattori difficilmente generalizzabili (densità di popolazione, mobilità delle persone, vicinanza a vie di comunicazione) ma con percentuali che variarono dal 40 al 10 percento di decessi sul totale della popolazione. Certo è che i ceti più poveri subirono una mortalità più alta, cosa che fu notata anche dai cronisti coevi.

## Effetti demografici (periodo 1630-1631)
| Città    | Popolazione | Morti   | Morti |
| Città    | Popolazione | Numero  | %     |
| -------- | ----------- | ------- | ----- |
| Milano   | 250.000     | 186.000 | 74%   |
| Verona   | 54.000      | 33.000  | 61%   |
| Padova   | 32.000      | 19.000  | 59%   |
| Modena   | 20.000      | 11.000  | 55%   |
| Parma    | 30.000      | 15.000  | 50%   |
| Cremona  | 37.000      | 17.000  | 46%   |
| Brescia  | 24.000      | 11.000  | 45%   |
| Piacenza | 30.061      | 13.317  | 44%   |
| Como     | 12.000      | 5.000   | 42%   |
| Bergamo  | 25.000      | 10.000  | 40%   |
| Vicenza  | 32.000      | 12.000  | 38%   |
| Venezia  | 140.000     | 46.000  | 33%   |
| Torino   | 25.000      | 8.000   | 32%   |
| Bologna  | 62.000      | 15.000  | 24%   |
| Firenze  | 76.000      | 9.000   | 12%   |

In mancanza di dati dettagliati, si stima che in Italia settentrionale tra il 1630 e il 1631 morirono per la peste 1.100.000 persone su una popolazione complessiva di circa 4 milioni.
Tutti questi decessi, unitamente agli effetti della successiva epidemia che falcidiò di abitanti dell'Italia meridionale, portarono al significativo calo demografico nella Penisola, dai molteplici effetti: si ridusse il livello di urbanizzazione della popolazione, mentre le campagne, non ben ripopolatesi, stentarono a produrre il surplus necessario per foraggiare lo sviluppo economico. Questo processo segnò il colpo definitivo al benessere ed al potere politico delle città italiane, già piegate dalle Guerre d'Italia avviatesi al termine del Rinascimento.

## La peste del 1630 dal punto di vista medico-scientifico
Come per la Peste nera del Trecento, anche nel 1630 la pestilenza fu dovuta ad un'infezione sostenuta da Yersinia pestis, batterio isolato nel 1894 e che si trasmette generalmente dai ratti agli uomini per mezzo delle pulci. Se non trattata adeguatamente la malattia risulta letale dal 50% alla quasi totalità dei casi a seconda della forma con cui si manifesta: bubbonica, setticemica o polmonare.

### Cause e rimedi del tempo

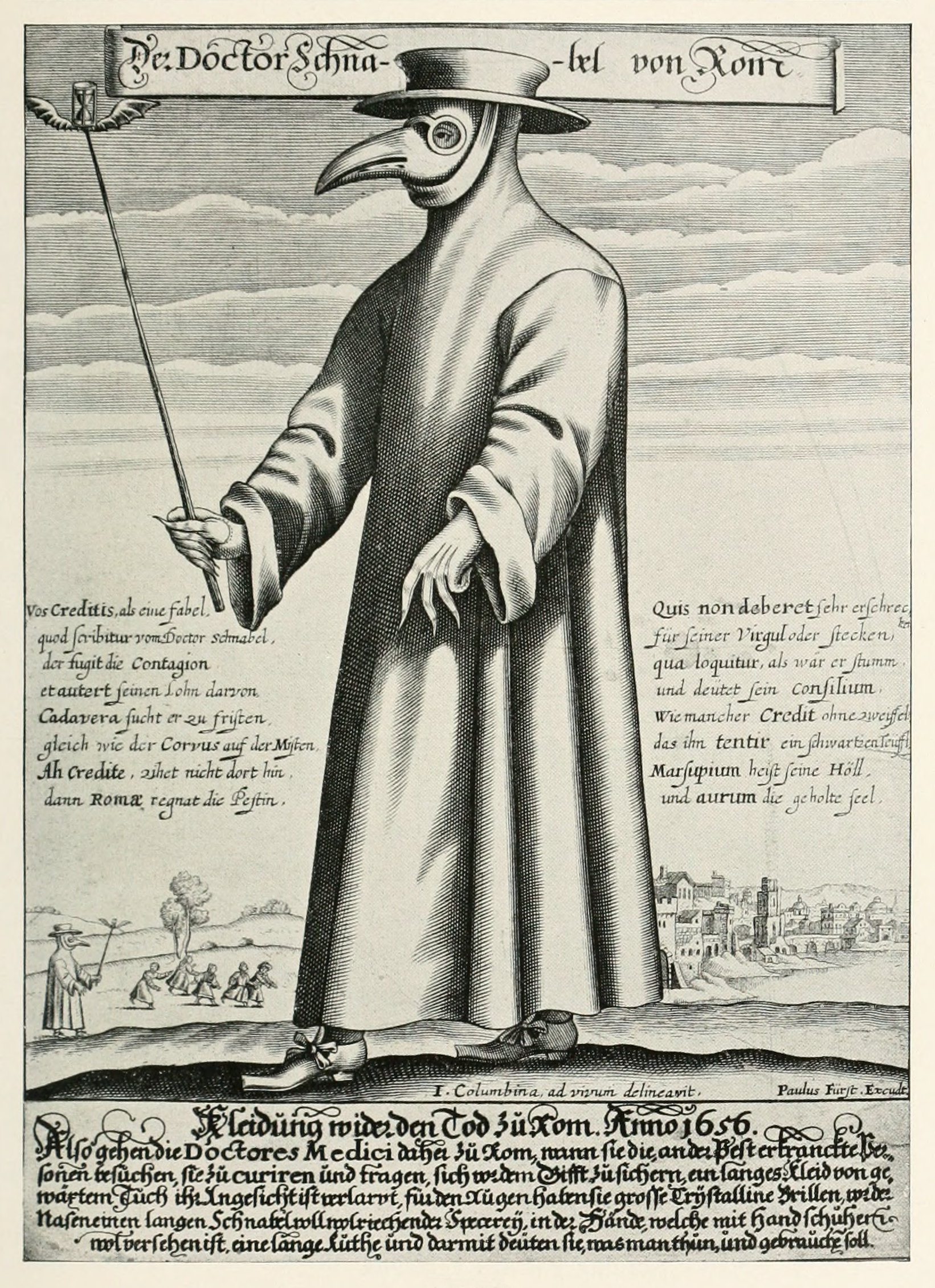
Abito del medico della peste diffusosi durante l'epidemia del XVII secolo.

Dopo la pandemia del XIV secolo, i medici d'Europa avevano dovuto confrontarsi in diverse occasioni con la peste. Seppur il progresso medico dei tre secoli intercorsi tra la peste nera e la peste manzoniana non fosse stato poi molto significativo, il morbo, quanto meno da un punto di vista terapeutico, era stato approfondito. A Milano, era ancora attivo al tempo dell'epidemia il medico Ludovico Settala (1550-1633), autore (1622) del De peste, & pestiferis affectibus. Libri quinque, vero e proprio sunto delle pratiche mediche del tempo in materia di cura degli appestati. La profilassi del morbo era invece ancora oggetto di forte dibattito: i benefici della quarantena erano riconosciuti da alcuni fisici, ma rigorosamente negati da altri, come il sopracitato luminare Settala
 Parimenti, le cause naturali della malattia erano ancora ignote e la sua propagazione legata a fenomeni metafisici: Tadino interpretò astrologicamente il diffondersi della peste come causato dalla Congiunzione Giove-Saturno, presagio del castigo divino giunto a punire i peccati dei contemporanei. In generale, l'Italia, rispetto alle altre nazioni d'Europa, primeggiava nella gestione politica dell'epidemia, avendo istituito in ogni grande città, sin dal Trecento, Tribunali di Sanità cui erano rimessi i pieni poteri in caso d'emergenza (Tadino operava appunto come medico per conto del Tribunale di Sanità di Milano, insieme al luminare Settala).
Come già occorso ai tempi della peste nera, nei giorni dell'epidemia si rilevarono sistematiche defezioni dei medici, spaventati dal morbo: Ripamonti riporta che a Milano "scarsi erano i medici, essendosi nascosti o simulando di non esser tali".

## La peste del 1630 nell'arte e nella letteratura

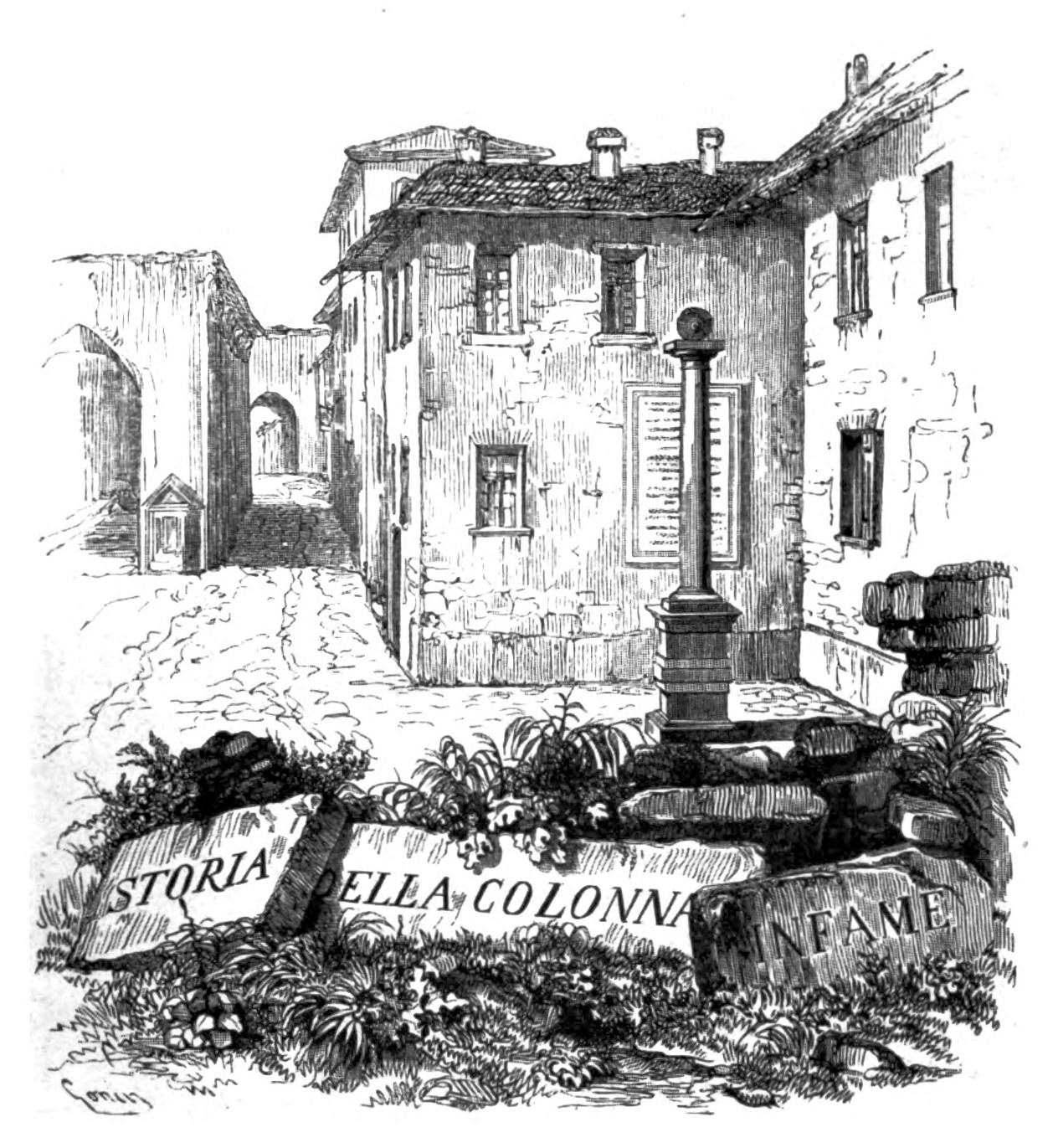
Frontespizio di Francesco Gonin alla Storia della colonna infame all. all'ed. 1840 de I promessi sposi.

Come al tempo della peste nera, anche l'epidemia del 1630 ebbe importanti ripercussioni culturali nell'Italia del tempo.
Diversi edifici di culto vennero costruiti negli anni immediatamente successivi al contagio per celebrarne l'estinzione: il tempio più noto è probabilmente la Basilica di Santa Maria della Salute dell'architetto Baldassarre Longhena eretta in Venezia tra il 1631 ed il 1687. Soprattutto nel Settentrione, sorsero numerose cappelle votive sui siti rurali ove erano state frettolosamente interrate le vittime dell'epidemia. Numerose furono anche le devozioni verso statue o altre icone ritenute taumaturgiche durante la grande epidemia: es. la c.d. "Madonna dell'Aiuto" di Busto Arsizio.
Nella letteratura italiana, la pestilenza del Seicento occupa una posizione di riguardo poiché ampiamente descritta da Alessandro Manzoni nel romanzo I promessi sposi e nel saggio storico Storia della colonna infame, tanto da essere ricordata come "peste manzoniana". L'autore utilizzò, quale fonte primaria, l'opera di Ripamonti. 
Di recente la cantante La Lupa ha eseguito brani musicali alludenti alla peste di Venezia.

### Fonti
- Alessio, Alessandro, Preservatione dalla peste e historia della peste di Este, Padova, 1660.
- Benaglio, Marc'Antonio, Relazione della carestia e della peste di Bergamo e suo territorio negli anni 1629 e 1630,  pp. 409-485.
- Fiochetto, Giovanni Francesco, Trattato della peste, et pestifero contagio di Torino, Torino, 1631.
- Ghirardelli, Lorenzo, Il memorando contagio seguito in Bergamo l'anno 1630, Bergamo, 1681.
- (LA) Ripamonti, Giuseppe, Iosephi Ripamontii canonici Scalensis chronistae vrbis Mediolani De peste quae fuit anno MDCXXX libri V desumpti ex annalibus vrbis quos LX decurionum autoritate scribebat, Milano, 1640, SBN PUVE001325.
  -  Ripamonti, Giuseppe, La peste di Milano del 1630, traduzione di Francesco Cusani, Milano, 1841, SBN LO10260918.
- Romanin, Samuele, Relazione del podestà di Brescia, in Storia documentata di Venezia, vol. 7,  pp. 303-305.
- Tadino, Alessandro, Raguaglio dell'origine et giornali successi della gran peste contagiosa, venefica, & malefica seguita nella Città di Milano, & suo Ducato dall'anno 1629 sino all'anno 1632, Milano, 1648.

### Studi
- Alfani, Guido, Plague in seventeenth-century Europe and the decline of Italy: an epidemiological hypothesis, in European Review of Economic History, 2013,  pp. 408-430.
- Biraben JN, Les hommes et la peste en France et dans les pays Européens et Méditerranées, in Studi Trentini, Parigi, Mouton, 1975.
- Boni, Guido, La peste nelle Giudicarie: tradizioni, documenti, ricordi, in Studi Trentini, 1922,  pp. 58-78.
- Capilupi, Scipione, Memorie di molte miserie et accidenti occorsi alli stati di Mantova e Monferrato dopo la morte di Vincenzo secondo duca delli sudetti duj stati, in Raccolta di cronisti e documenti storici lombardi inediti, vol. 2,  pp. 471 e ss..
- Casoni G, La Peste di Venezia nel 1630. Origine della Erezione del Tempio a S. Maria della Salute, Venezia, 1830.
- Chini, Giuseppe, La pestilenza del 1630-1634 a Rovereto e dintorni: noterelle di cronaca estratte dal civico Archivio, in Archivio Trentino, 1906,  pp. 48-59, 100-116, 233-250.
- Cipolla CM, Storia economica dell'Europa pre-industriale, 2005.
- Cordero, Franco, La fabbrica della peste, Laterza, 1983.
- Cosmacini, Giorgio, Storia della medicina e della sanità in Italia: dalla peste nera ai giorni nostri, 1ª ed., Bari, Laterza, 2005, ISBN 88-420-7767-4, OCLC 62362855.
- Frari, Angelo Antonio, Cenni storici sopra la peste di Venezia del 1630-31, Venezia, 1830, SBN VIAE011915.
- Gloria, Andrea, Lucrezia degli Obizzi e il suo secolo: narrazione storica documentata, Padova, 1853,  pp. 18 e ss..
- Henderson, John, Florence Under Siege. Surviving Plague in an Early Modern City, Yale University Press, 2019.
- Montini, Giovanni Maria, Della peste in Bassano nel 1631, Bassano, 1856.
- William Naphy e Andrew Spicer, La peste in Europa, Il Mulino, 2006, ISBN 978-88-15-10967-5, OCLC 68598883, SBN RAV1430014.
- F. Nicolini, Peste e untori nei Promessi Sposi e nella realtà storica, Bari, 1937.